# 프란시스코 프랑코
프란시스코 파울리노 에르메네힐도 테오둘로 프랑코 이 바아몬데(스페인어: Francisco Paulino Hermenegildo Teódulo Franco y Bahamonde, 1892년 12월 4일 ~ 1975년 11월 20일)는 스페인의 군인 출신 정치인이자 예비역 스페인 육군 대원수 계급자로 스페인의 총통(국가원수 겸 수상)을 지냈다.

## 일생

### 참전 경력과 특점
제1차 세계 대전에 참전한 이력이 있고 제2차 세계 대전 기간 중에는 스페인의 군사독재자, 독실한 천주교 신자이기도 했다.
그는 수장, 지도자라는 의미의 카우디요(El Caudillo)라는 별명으로도 불렸다.

### 생애
갈리시아 지역에서 출생하여, 육군 사관 학교에서 군사 교육을 받았다. 32세의 젊은 나이에 장군이 되어 차차 세력을 강화하였다.
1931년의 공화 혁명 때 공화 정부 쪽에 가담하였으나, 얼마 후 거기서 터전을 닦아, 1936년 총선거에 인민 전선파가 승리하자 중앙의 정치에서 떨어져 나가게 되었다.
1936년 7월 17일, 모로코인 용병을 포함한 자신의 직속 군대를 이끌고 공산주의 정부인 인민전선 정부에 반대해 군사반란을 일으키니 이것이 바로 스페인 내전이다.
내전에서 그는 국민 정부의 주석 및 군 총사령관이 되었으며, 독일의 히틀러와·이탈리아 무솔리니의 도움으로 1939년 수도 마드리드를 함락시켰다.
1937년 스스로 팔랑헤당의 당수가 되었다. 이후 1975년까지 38년간 독재자로 군림했다.

### 가톨릭국의 수호자
인민전선파들이 스페인 내전을 "군사쿠데타에 맞서 공화국을 지키려는 투쟁"으로 본 데 반해, 프랑코는 자신을 "무신론 공산주의에 맞선 로마 가톨릭 국가인 스페인의 수호자"로 생각하였다.
내전에서 승리한 뒤 프랑코는 "나는 오직 하느님과 역사 앞에서만 책임을 질뿐이다."라는 말과 함께 제3공화국을 수립하여 막강한 독재 체재를 구축하였다.

### 나치 협력과 유대인 학살
2차 세계 대전 중에는 스페인 내란 때 프랑코를 지원해 준 독일과 이탈리아와 동맹하였고 여러 수용소를 짓고 반대파 뿐만 아니라 망명 온 유대인들까지 학살하였다.
그러나 전세가 연합군 쪽으로 유리하게 되자, 동맹을 끊었다. 따라서 프랑코는 나치 협력자이면서 나치 협력자들과 달리 처벌받지 않았다.

### 민주주의의 파괴
스페인 내전이 끝나자 그는 모든 민주주의를 철저하게 분쇄했다. 그에게는 군대, 팔랑헤당 지지가 있었고, 무엇보다 로마 가톨릭 교회의 든든한 지원이 있었다. 이런 배경으로 민주주의를 말살하고 독재체제를 구축하는 데 어려움이 없었다.
그는 무정부주의자, 공산주의자, 사회주의자의 씨를 말렸다. 정치 단체나 노동조합 등 일체 조직을 철저히 파괴했다. 반정부 성향 언론사는 문을 닫았으며, 유언비어를 하는 언론인은 모두 투옥되었다.
이런 억압을 피해 1950~60년대에 25만명 이상 국민이 스페인을 떠나 인근 프랑스 등으로 이민을 떠났다.

그는 스페인 각지에 자신의 동상과 기념관을 세우고 또 스페인 내전 당시 인민전선으로부터 가톨릭을 수호하다 숨진 장병을 추모한다는 명목으로 전몰자의 계곡(Basílica Menor de la Santa Cruzdel Valle de los Caídos)을 조성하였다. 전몰자의 계곡은 국민파 희생자들을 추모하기 위해 거대한 돌산 위에 150미터의 거대한 십자가 상을 세우고 바위산을 뚫어 지하 성당과 납골당으로 이루어진 거대한 기념물로써 모두 인민전선 포로들의 수작업으로 조성되었다. 하지만 이 전몰자의 계곡은 프랑코 개인의 승전 기념관과 개인 무덤으로 쓰여 국민들의 반발을 샀다.
이후 프랑코가 죽자 시민 사회단체들은 전몰자 계곡에서 프랑코의 무덤을 이장하라고 요구하고 있다.

### 유아 납치
프랑코는 또 철저하게 반대파에게 보복하기 위해 좌파 인사들의 유아 납치를 저질렀다. 이 납치에는 가톨릭 교회 수녀들까지 가담했다.
스페인 내전 당시 자행된 학살과 고문 등 반인도적 범죄 수사로 명성을 얻었던 스페인의 발타사르 가르손 판사는 2008년 프랑코가 자신의 정적을 지지한 여성으로부터 수천 명의 아기를 빼앗도록 명령했는지를 조사하려고 프랑코 독재 기간에 대한 조사를 확대했었다. 가르손 판사는 2008년 작성된 조사보고서에서 프랑코 정권 당시 자행된 유아 납치건수가 약 3만건을 넘어설 것으로 추정했다.
유괴된 아이들은 매장되거나 입양 등을 위해 팔렸으며 일부 수녀들은 범죄 조직과의 연계 여부에 대해 암시하지 않았지만, 유아를 매매했다고 고백했다.

유아납치는 프랑코 정권이 끝난 후에도 1990년대까지 이어졌다. 지난 4월에는 노수녀 마리아 고메스(87)가 무려 30여만 명이 넘는 신생아를 매매한 혐의로 기소됐다.
이 유아납치 사건은 2012년 12월30일 MBC '서프라이즈'에 방송돼 대한민국에도 널리 알려졌다.

### 2차 대전 이후
1947년 실시된 국민 투표에서 명목상 스페인 군주제의 부활이 결정되었다.
1950년대까지만 해도 그는 서방국가에서 가장 미움받는 독재자였으나, 그 이후 서방국과의 관계가 차츰 개선되었고, 말년에는 프랑코는 온건한 정치인으로 이미지가 바뀌었다.
1973년에 수상직을 루이스 카레로 블랑코에게 넘겨주고, 그는 국가원수 직만 맡게 되었다.
이후 1975년에 그가 죽은 뒤, 1969년에 후계자로 지명된 돈 후안 카를로스가 왕위에 올랐다.
프랑코는 축구에도 큰 관심을 가져 스페인의 축구 팀 아틀레티코 마드리드를 적극 지원한 것으로 알려져있다.

### 사후
그의 사후 그는 전범으로 격하되었으나 후손들은 연좌되지 않았다. 그의 외동딸 카르멘 프랑코는 뒷날 후안 카를로스 국왕으로부터 공작 작위를 받은 것으로 알려져 있다.

## 같이 보기
| - 파시스트 - 팔랑헤당 - 파시즘 - 인민전선 - 사회주의 - 반공주의 - 후안 카를로스 1세 | - 살러시 페렌츠 - 샤를 드골 - 아돌프 히틀러 - 이오시프 스탈린 - 베니토 무솔리니 - 히로히토 - 민족사회주의 - 나치당 | - 입헌 군주제 - 알폰소 13세 - 부르봉 왕조 |

## 참고 자료
- 이 문서에는 다음커뮤니케이션(현 카카오)에서 GFDL 또는 CC-SA 라이선스로 배포한 글로벌 세계대백과사전의 내용을 기초로 작성된 글이 포함되어 있습니다.

- National Foundation Francisco Franco.

| 전임 후안 네그린 | 스페인의 총리 1939년 ~ 1973년 | 후임 루이스 카레로 블랑코 |

| 전임 마누엘 아사냐 | 스페인의 국가원수 1939년 4월 1일 ~ 1975년 11월 20일 | 후임 후안 카를로스 1세 |